# Nicolás Ramírez Aguilera
Nicolás Enrique Ramírez Aguilera (Santiago, Chile, 1 de mayo de 1997) es un futbolista profesional chileno que se desempeña como defensor central en Universidad de Chile de la Primera División de Chile.

## Trayectoria
En mayo del año 2008 se integra a la sub-11 de Universidad de Chile para un periodo de prueba, la que cumple satisfactoriamente y es inscrito como cadete del Club en la categoría que en esos momentos dirigía Héctor Hoffens.
En los primeros años en cadetes le toca entrenar en las canchas que el club arrendaba en el estadio nacional, y que se conocían como el Caracol Azul, posteriormente se formó en el Centro Deportivo Azul (CDA) que el Club mantiene en la comuna de la Cisterna.
Durante su formación en el club fue entrenado entre otros, por Pepe Díaz, Héctor Hoffens, Marcelo Jara, Jorge Maiben. Y durante su paso por la serie juvenil del club recibió formación de Edorta Murua, jefe área técnica del club.

### Universidad de Chile
Debutó oficialmente en el primer equipo de Universidad de Chile el 30 de julio de 2014 por la segunda fecha de la Copa Chile 2014-15, ingresando en el minuto 58 de juego en reemplazo de José Rojas.
En diciembre de 2014, fue premiado por el cuadro laico como el mejor jugador de la categoría sub-17, ceremonia que contó con la presencia del presidente de la institución, Carlos Heller, distinción que había recibido el año 2013, cuando era parte de la categoría sub-15.
En febrero de 2015, junto a otros cuatro jugadores del club, fue nominado a la preselección de fútbol sub-18 de Chile, proceso por el cual la ANFP pretendía conformar la futura selección sub-20 para participar en el Sudamericano de la categoría en enero de 2017.
En noviembre del mismo año, fue citado por Jorge Sampaoli, director técnico de la selección adulta de Chile, en calidad de sparring para preparar los encuentros amistosos de la Selección Chilena del mes de enero de 2016. El 18 de diciembre, se integró a la pretemporada del plantel profesional de Universidad de Chile, siendo parte de la oncena titular frente a Municipal La Pintana, Unión San Felipe y Audax Italiano, integrando la defensa de su equipo junto a Matías Rodríguez, Osvaldo González y Cristián Suárez
El jueves 14 de enero de 2016, firmó su contrato profesional con Universidad de Chile y debutó en el campeonato Nacional el 17 de enero de 2016, siendo titular y jugando los 90 minutos en la primera fecha del clausura en el partido que Universidad de Chile empató 1 a 1 contra de Deportes Antofagasta. Por la segunda fecha del campeonato se confirma su segunda convocatoria, siento titular en la defensa y haciendo dupla de central junto al experimentado Gonzalo Jara en la victoria del conjunto azul por 8 goles a 1 a O'Higgins. 
El 27 de enero de 2016 por la tercera fecha del campeonato juega su tercer partido consecutivo como titular, aunque el partido terminó en empate a 1 contra San Luis demostró un gran nivel. 
El 2 de febrero de 2016, con 18 años, debutó en Copa Libertadores jugando los 90 minutos del encuentro que Universidad de Chile disputó en la ciudad de Maldonado, Uruguay, ante River Plate.

### Deportes Temuco
Con el fin de sumar minutos y retomar la regularidad que perdió con la llegada de Ángel Guillermo Hoyos a Universidad de Chile es enviado a préstamo a Deportes Temuco para disputar el Transición 2017 y la Copa Chile. Su contrato con Deportes Temuco es hasta diciembre de 2018.
Debutó en el cuadro albiverde el sábado 12 de agosto, por la tercera fecha, ante Huachipato, jugando como titular los 90', siendo elegido por CDF el mejor jugador del partido.
Formó parte del plantel albiverde que logró la histórica clasificación a la Copa Sudamericana 2018; sin embargo el mismo año descendió a la Primera B, terminando su cesión.

### Huachipato
En enero de 2019 es anunciada una nueva cesión, esta vez a Huachipato de la Primera división chilena, en parte de pago por la transferencia de Gabriel Torres a la U.En enero de 2020, fue transferido al conjunto acerero. En abril de 2022 sufrió una fractura, que lo tuvo fuera de las canchas hasta enero de 2023.En diciembre de 2023 se coronó campeón de Primera División 2023.

### Barcelona SC
Luego de no renovar su contrato, rechazó un ofrecimiento para volver a Universidad de Chile.  Luego, negoció un contrato con Universidad Católica, pase que se cayó debido a diferencias con su exrepresentante Fernando Felicevich tras no renovar su contrato con la agencia Vibra Marketing.Finalmente, y tras rechazar un ofrecimiento de Atlético Tucumán,el 1 de marzo se anuncia su fichaje por el Barcelona Sporting Club de la Serie A de Ecuador.

## Selección nacional

### Selección sub-20
Héctor Robles lo nominó para jugar la Copa Ciudad de la Independencia, torneo amistoso de selecciones de fútbol sub-20 celebrado en Talca, Chile, entre el 12 y el 16 de octubre de 2016, preparatorio del Campeonato Sudamericano Sub-20 de 2017. En el torneo fue titular los 3 partidos jugados.

### Sudamericano Sub-20 2017
Fue convocado por el DT Héctor Robles para disputar el Sudamericano Sub-20 de 2017. En el primer encuentro, fue titular y tuvo un gran desempeño en el agónico empate que se llevó el conjunto chileno contra Brasil. Finalmente, Chile fue eliminado en primera ronda, luego de perder ante Colombia por la cuenta mínima, quedando ubicado en la última posición de su grupo y en la penúltima de toda la competición, sólo superando a Perú, siendo la peor participación chilena desde el Sudamericano de 1985 realizado en Paraguay.

#### Participaciones en Sudamericanos
| Torneo                      | Sede    | Resultado    | Partidos | Goles |
| --------------------------- | ------- | ------------ | -------- | ----- |
| Sudamericano Sub-20 de 2017 | Ecuador | Primera fase | 4        | 0     |

## Estadísticas
| Club                         | Div.          | Temporada     | Liga  | Liga  | Copas nacionales | Copas nacionales | Torneos internacionales | Torneos internacionales | Total | Total |
| Club                         | Div.          | Temporada     | Part. | Goles | Part.            | Goles            | Part.                   | Goles                   | Part. | Goles |
| ---------------------------- | ------------- | ------------- | ----- | ----- | ---------------- | ---------------- | ----------------------- | ----------------------- | ----- | ----- |
| Universidad de Chile · Chile | 1.ª           | 2014-15       | —     | —     | 1                | 0                | —                       | —                       | 1     | 0     |
| Universidad de Chile · Chile | 1.ª           | 2015-16       | 9     | 0     | —                | —                | 2                       | 0                       | 11    | 0     |
| Universidad de Chile · Chile | 1.ª           | 2016-17       | 2     | 0     | 3                | 0                | —                       | —                       | 5     | 0     |
| Deportes Temuco · Chile      | 1.ª           | 2017          | 12    | 0     | 2                | 0                | —                       | —                       | 14    | 0     |
| Deportes Temuco · Chile      | 1.ª           | 2018          | 14    | 0     | 2                | 0                | 3                       | 0                       | 19    | 0     |
| Deportes Temuco · Chile      | Total club    | Total club    | 26    | 0     | 4                | 0                | 3                       | 0                       | 33    | 0     |
| Huachipato · Chile           | 1.ª           | 2019          | 13    | 1     | —                | —                | —                       | —                       | 13    | 1     |
| Huachipato · Chile           | 1.ª           | 2020          | 26    | 0     | —                | —                | 4                       | 0                       | 30    | 0     |
| Huachipato · Chile           | 1.ª           | 2021          | 30    | 0     | 1                | 0                | 6                       | 0                       | 37    | 0     |
| Huachipato · Chile           | 1.ª           | 2022          | 8     | 1     | —                | —                | —                       | —                       | 8     | 1     |
| Huachipato · Chile           | 1.ª           | 2023          | 28    | 0     | 0                | 0                | —                       | —                       | 28    | 0     |
| Huachipato · Chile           | Total club    | Total club    | 105   | 2     | 1                | 0                | 10                      | 0                       | 116   | 2     |
| Barcelona S. C. · Ecuador    | 1.ª           | 2024          | 20    | 0     | —                | —                | 8                       | 0                       | 28    | 0     |
| Barcelona S. C. · Ecuador    | Total club    | Total club    | 20    | 0     | 0                | 0                | 8                       | 0                       | 28    | 0     |
| Universidad de Chile · Chile | 1.ª           | 2025          | 13    | 0     | 5                | 0                | 6                       | 0                       | 24    | 0     |
| Universidad de Chile · Chile | Total club    | Total club    | 24    | 0     | 9                | 0                | 8                       | 0                       | 41    | 0     |
| Total carrera                | Total carrera | Total carrera | 175   | 2     | 14               | 0                | 29                      | 0                       | 218   | 2     |
| 1. 2. 3.                     |               |               |       |       |                  |                  |                         |                         |       |       |

## Palmarés

### Campeonatos nacionales
| Título           | Club                 | País  | Año    |
| ---------------- | -------------------- | ----- | ------ |
| Primera División | Universidad de Chile | Chile | 2017-C |
| Primera División | Huachipato           | Chile | 2023   |